# Mlekuž
Mlekuž je priimek več znanih Slovencev:
- Anton Mlekuž (*1952), kegljavec na ledu
- Boris Mlekuž, gorski reševalec (u. 1997, Okrešelj)
- Dimitrij Mlekuž Vrhovnik (*1970), arheolog, konservator, prof. FF
- Edi Mlekuž (1907—1942), član organizacije TIGR
- Franc Mlekuž (1900—1973), učitelj in šolski nadzornik
- Ivan Mlekuž, gorski vodnik (izpod Mangrta)
- Jani Mlekuž, publicist
- Jernej Mlekuž (*1974), geograf, entolog in kulturni antropolog, strokovnjak za izseljenstvo
- Klavdij Mlekuž (*1943), plezalec/alpinist
- Lada Mlekuž, prevajalka
- Lado Mlekuž, fotograf
- Maja Melinc Mlekuž, jezikoslovka slovenistka
- Peter Mlekuž, turistični delavec, pisatelj
- Rene Mlekuž (*1975), alpski smučar
- Saša Baumgartner (r. Mlekuž) (1969—2015), farmacevtka, univ. prof.
- Slavica Mlekuž, ilustratorka
- Stane Mlekuž (*1942), kegljavec na ledu
- Tone Mlekuž, gorski reševalec
- Valter Mlekuž (*1959), župan Bovca
- Vekoslav Mlekuž (1898—1973), učitelj in urednik